# نظام معلومات الأمم المتحدة بشأن قضية فلسطين
نظام معلومات الأمم المتحدة بشأن قضية فلسطين (UNISPAL) هو مجموعة من النصوص على الإنترنت لقرارات ومنشورات الأمم المتحدة الحالية والتاريخية المتعلقة بقضية فلسطين والصراع الإسرائيلي الفلسطيني وقضايا أخرى تتعلق بالوضع في الشرق الأوسط.
يحتوي النظام على مجموعة مختارة من أهم وثائق الأمم المتحدة حول هذه القضايا. يعرض قسم التركيز الخاص وثائق عن التطورات الأخيرة. يحتوي الملحق على وثائق غير تابعة للأمم المتحدة بشأن هذه القضايا.

## روابط خارجية
- unispal.un.org موقع UNISPAL الرسمي